# Aigialosauridae
Aigialosauridés
Famille
Genres de rang inférieur
- †Aigialosaurus Kramberger, 1892, genre type
- autres genres : voir le paragraphe #Liste des genres

Les Aigialosauridae sont une famille fossile des sauropsides semi-aquatiques marins, carnivores, au sein de la super-famille des Mosasauroidea. La seule autre famille de ce dernier groupe est celle des Mosasauridae.

## Historique
La famille des Aigialosauridae est décrite en 1892 par le paléontologue Carl Gorjanovic-Kramberger, en même temps que son genre type Aigialosaurus.

### Fossiles
Selon Paleobiology Database en 2025, la famille des Aigialosauridae a quinze collections référencées de fossiles. Ces collections sont du Valanginien du Crétacé inférieur au Cénomanien du Crétacé supérieur, c'est-à-dire datent de 140,2 à 93,9 Ma avant notre ère.

### Répartition
Ces collections viennent des septpays suivants : quatre collections de Croatie, quatre de France, une de Palestine, une du Portugal, deux de Slovénie, deux d'Espagne, et une collection du Royaume-Uni.

### Genre type
Le genre type de cette famille des Aigialosauridae est :
- †Aigialosaurus Kramberger, 1892

## Liste des genres
Selon Paleobiology Database en 2025, la famille des Aigialosauridae est composée de sept genres :
- † Aigialosaurus Kramberger, 1892
- † Carentonosaurus Rage & Néraudeau, 2004
- † Carsosaurus Kornhuber, 1893
- † Eidolosaurus Nopcsa, 1923
- † Mesoleptos Cornalia & Chiozza, 1852
- † Opetiosaurus Kornhuber, 1902
- † Proaigialosaurus Kuhn, 1958

Par contre, le genre Portunatasaurus est bien un mosasaure mais en position basale dans la super-famille, sans famille connue :
- † Portunatasaurus Campbell Mekarski et al., 2019

De nombreux genres ont été attribués à la famille des Aigialosauridae dont le statut ne parait pas stabilisé.
La définition de 2017, établie par D. Mazdia et A. Cau, est par contre extrêmement restrictive : « Le clade le plus inclusif contenant Aigialosaurus dalmaticus Kramberger, 1892 et Opetiosaurus bucchichi Kornhuber, 1901, mais ni Dolichosaurus longicollis Owen, 1850, ni Adriosaurus suessi Seeley, 1881, ni Pontosaurus lesinensis Kornhuber, 1873, ni, non plus, le clade provenant du dernier ancêtre commun de Halisaurus platyspondylus Marsh, 1869, Mosasaurus hoffmannii Mantell, 1829 et Tylosaurus proriger (Cope, 1869) ».

Une reconstitution simplifiée des continents au Trias mettant en évidence la Téthys, cicatrice centrale du déchirement de la Pangée.

Un nouveau genre de mosausauroïdes basaux, Portunatasaurus, long d'environ un mètre, provenant également du Cénomanien de Croatie, a été décrit en 2019. Il montre des caractères plésiomorphiques (ancestraux) le rapprochant de Aigialosaurus et de famille des Aigialosauridae, comme des membres de lézards terrestres et un corps très allongé, mais aussi des caractères très évolués comme ceux des Mosasaurinae.

## Description

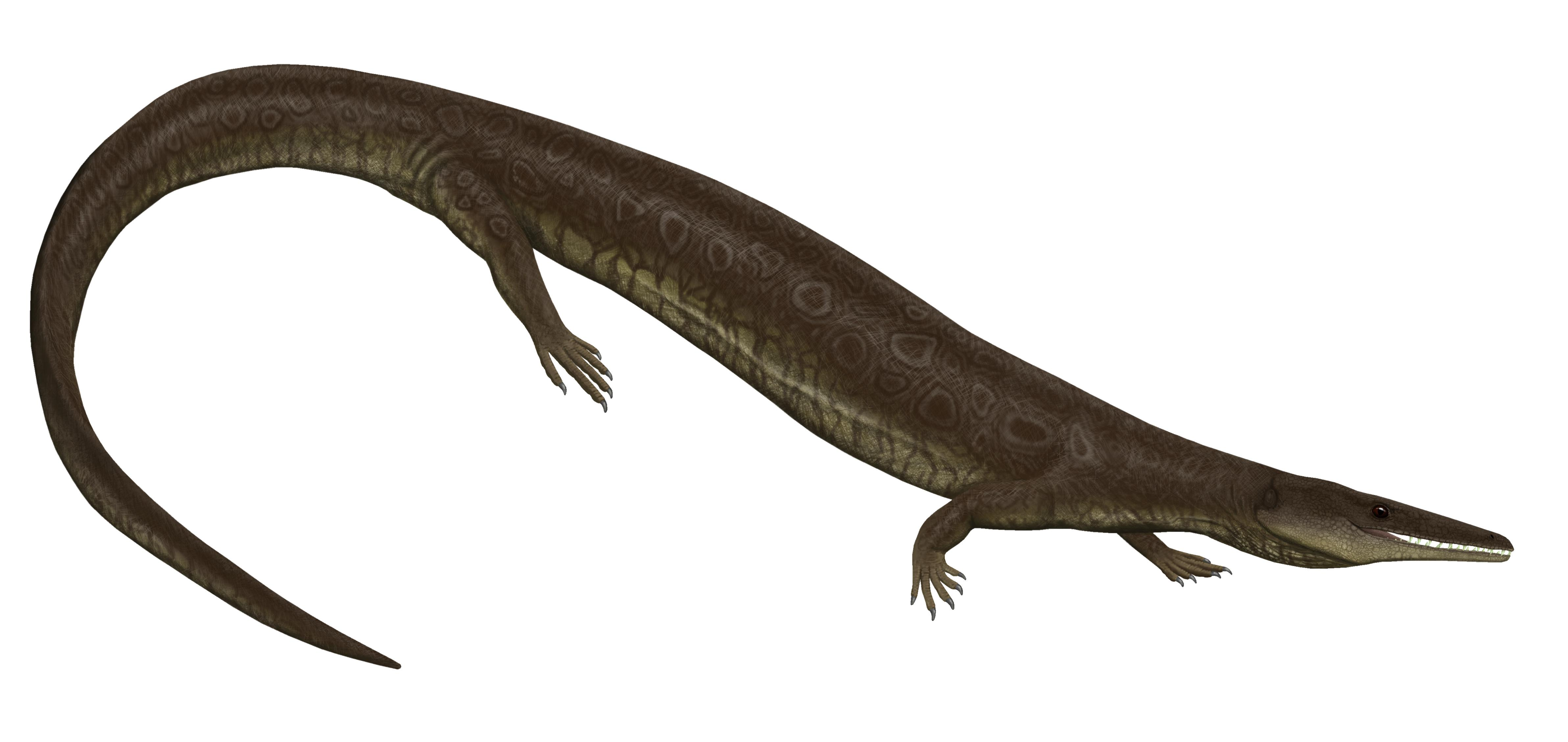
Vue d'artiste de Aigialosaurus dalmaticus.

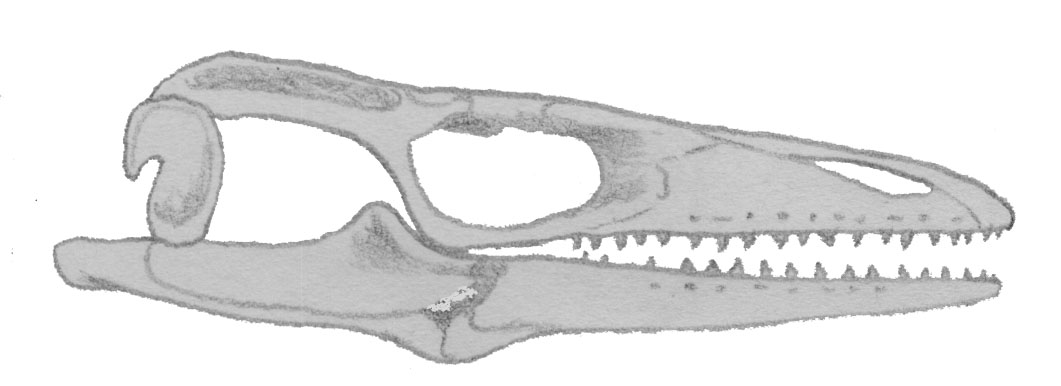
Crâne de Opetiosaurus bucchichi.

Les aigialosauridés étaient des lézards semi-aquatiques, qui vivaient sur les marges peu profondes de l'ancien océan Téthys, avec probablement la possibilité de se déplacer sur les rivages. Leurs fossiles ne sont connus que dans le Cénomanien (Crétacé supérieur) de Croatie.
Leurs crânes ressemblent à ceux des mosasaures plus évolués, mais le reste de leur corps rappelle plus celui de lézards terrestres.